# Paulina Connector
Le Paulina Connector (en français : « l'aiguillage de Paulina ») est un célèbre aiguillage ferroviaire aérien du métro de Chicago. Il se situe au croisement de Paulina Avenue, Congress Parkway et Lake Street, il permet aux lignes commerciales verte et rose de se séparer vers leur terminus respectifs de Harlem/Lake et de 54th/Cermak en venant de la Lake Branch. 
Il se trouve entre les stations Ashland et California sur la ligne verte et entre les stations Ashland et Polk sur la ligne rose.

## Historique
Inauguré le 6 mai 1895, c’est un vestige de la Metropolitan West Side Elevated, une ancienne compagnie de métro de la ville de Chicago.
Les travaux y ont débuté en 1893 et il fut durant de nombreuses années considéré comme le nœud le plus important hors du Loop tant le nombre de trains qui y passaient à la minute était impressionnant. 
Peu après l’ouverture du Milwaukee-Dearborn Subway, le service sur le Paulina Connector a fortement diminué et avec la fermeture des Humboldt Park branch et Garfield Park Branch supprimées en mai 1952, le service commercial fut limité sur l’aiguillage, seule la ligne venant de la Douglas Branch subsistait. 
En 1954 débutèrent les travaux de construction au milieu de l’autoroute Eisenhower et la Douglas Branch fut connectée à l’actuelle ligne bleue par le pertuis sud du Milwaukee-Dearborn Subway à la station Clinton. 
Depuis 1958 les voies sur le Paulina Connector ne servaient plus que de voie de garage afin de ranger les rames des lignes ligne verte et ligne bleue en heure creuse et ses cinq stations furent abandonnées.
En août 1964, il fut même décidé de supprimer la partie du Paulina Connector entre Washington Street et Evergreen Junction. 
En juin 1972, le Paulina Connector dans un piètre état fut une nouvelle fois  déclassé quand la piste nord a été retirée du service, entre Lake Street et Madison Street. Il n’était plus utilisé que comme une voie de service unique alors que la structure existait toujours sous toute sa largeur.

## La rénovation de l'aiguillage

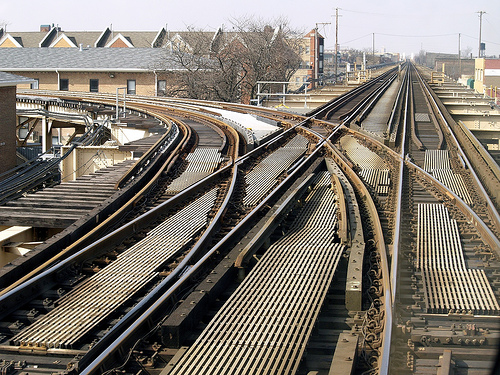
Photo de l'aiguillage de Lake Street où se séparent la ligne verte et la ligne rose.

Pendant de nombreuses années, des plans ont été régulièrement avancés pour réactiver le Paulina Connector sans qu’ils n’aboutissent et ce jusqu’en 2002 où la Chicago Transit Authority présenta la Circle Line, une route circulaire autour du centre-ville nouvelle à environ cinq kilomètres à l’ouest du Loop et dont le Paulina Connector fait partie.
Le projet comprenait la réhabilitation de la structure élevée et la réinstallation d'une deuxième voie pour le fonctionnement bidirectionnel, la remise à niveau d’un troisième rail pour l’alimentation électrique et une tour de contrôle de l’aiguillage. 
Les projets de rénovation de la Douglas Branch vers 54th/Cermak furent modifiés afin d’inclure la rénovation du Paulina Connector dans le budget de 33,8 millions de dollars.
Le Paulina Connector a été complètement reconstruit à partir du sol sur des pylônes en béton. De nouvelles voies ont été posées ainsi que de nouveaux signaux matériels de communication. 
Contrairement aux plans initiaux aucune station n’a encore été construite (Madison-United Center et Van Buren-Medical Center), elles font désormais partie de la phase 2 et de la phase 3 de la Circle Line.  
Les travaux du Paulina Connector se sont terminés en juin 2004.

## La desserte commerciale: la ligne rose

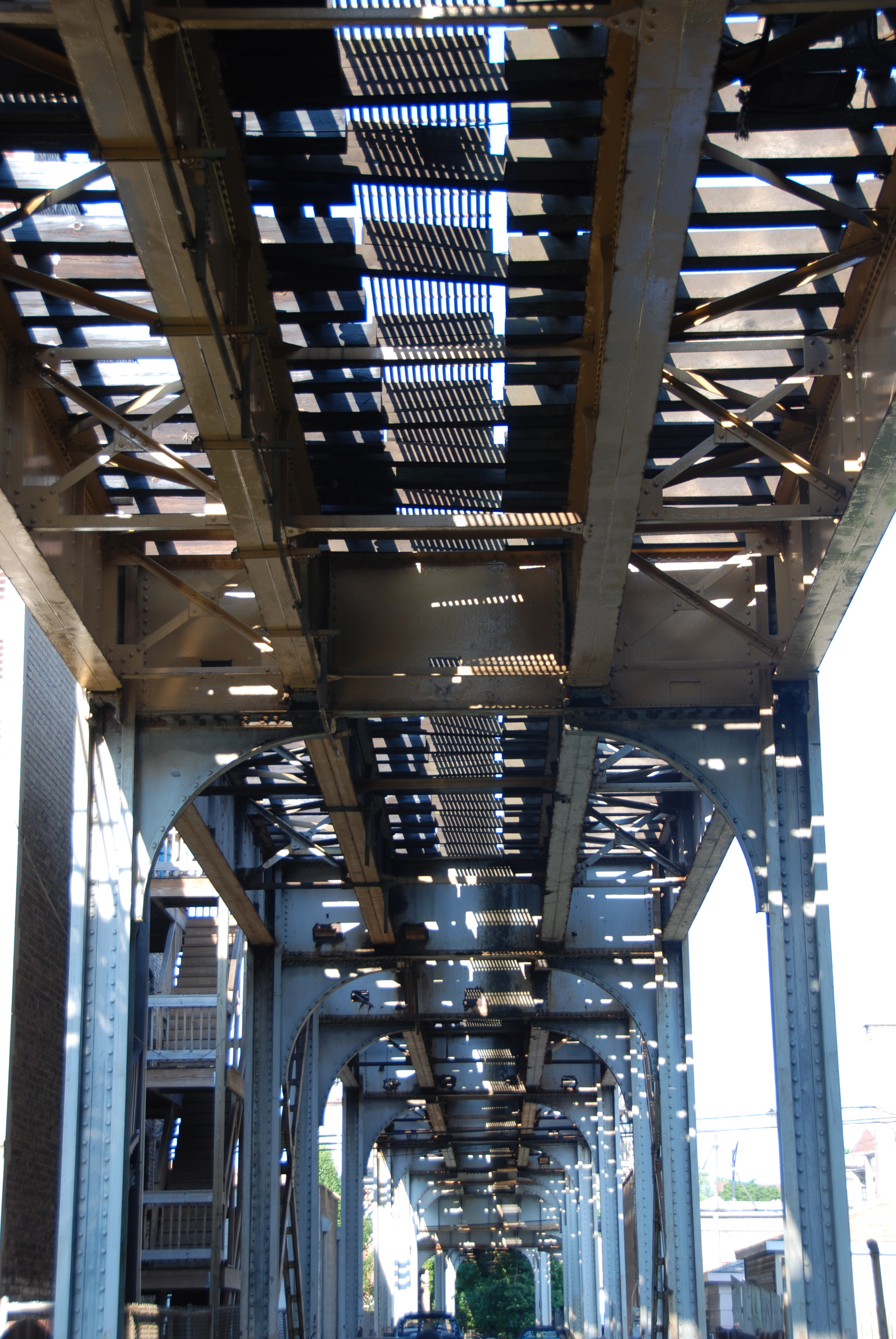
Vue sous les rails du Paulina Connector.

Dès janvier 2004, la Chicago Transit Authority a  étudié la possibilité de dévier les rames de la Douglas Branch en provenance de 54th/Cermak vers le Loop en profitant du nouveau Paulina Connector et du tronçon de la ligne verte au-dessus de Lake Street (stations Ashland et Clinton). 
Le 30 mars 2006, la CTA annonça que des trois couleurs proposées pour cette nouvelle ligne, c’est la couleur rose qui avait été choisie au détriment de la ligne argent (Silver) et de la ligne or (Gold). La couleur fut élue par des écoliers de maternelle de l’ensemble de l’agglomération de Chicago. Pour la première fois depuis le 4 avril 1954, le Paulina Connector fut également réutilisé en service commercial.
Traversant des difficultés financières la Chicago Transit Authority prolongea la période d’essai de deux mois et le 27 avril 2008 elle proposa une nouvelle formule en supprimant les rames de la ligne bleue en provenance de O’Hare en heure de pointe. 
Le service renforcé fut plébiscité par les voyageurs et la décision de la CTA prise le 4 décembre 2008 confirma cette desserte de la Douglas Branch vers le Loop par la ligne rose de manière permanente.